# 曾傳昇
曾傳昇（2000年11月22日—），為台灣棒球選手，曾效力於中華職棒味全龍，守備位置為游擊手。其於2019年選秀會中被味全龍以第三輪、第5指名選中，簽約金330萬元，外加10萬訓練費。2024年8月3日，味全龍球團以曾傳昇涉入賭博遭起訴為由，召開紀律委員會，並終止其合約。2025年7月14日，士林地院一審宣判無罪。

## 經歷
- 高雄市鼓岩國小少棒隊
- 高雄市七賢國中青少棒隊
- 高雄市高苑工商青棒隊
- 中華職棒味全龍隊

## 職棒生涯
味全龍重返中華職棒一軍賽事後，首場比賽於2021年3月14日在台南棒球場對上統一獅，曾傳昇擔任第一棒游擊手，為生涯首場出賽。2023年台灣大賽，曾傳昇被選入28人登錄名單，雖僅於第六戰上場代跑，但仍隨隊奪得該年度的總冠軍。
2024年8月2日，有週刊爆料曾傳昇曾在1月時參與私人德州撲克賭場被逮獲，其雖聲稱僅為參與德州撲克而並非賭博，但士林地檢署檢察官偵查後，仍以賭博罪起訴，而味全龍球團則是禁止其隨隊與出賽。翌日，味全龍球團召開紀律委員會，終止與曾傳昇的合約，並發表聲明稱球團將持續強化球員生活管理，嚴防類似事件發生。8月5日，味全龍球團向聯盟提出曾傳昇的合約讓渡申請，一直至12日下午5點仍無任何球團提出申請，因此曾傳昇成為自由契約球員。

## 職棒生涯成績

### 中華職棒
- (粗黑體字為該年度最佳或最高成績）

| 年度 | 球隊   | 出賽 | 打數 | 安打 | 全壘打 | 打點 | 得分 | 盜壘 | 四死 | 被三振 | 壘打數 | 雙殺打 | 打擊率 | 上壘率 | 長打率 | 整體攻擊指數 |
| ---- | ------ | ---- | ---- | ---- | ------ | ---- | ---- | ---- | ---- | ------ | ------ | ------ | ------ | ------ | ------ | ------------ |
| 2021 | 味全龍 | 22   | 74   | 12   | 0      | 2    | 4    | 3    | 4    | 18     | 16     | 1      | 0.162  | 0.213  | 0.216  | 0.429        |
| 2022 | 味全龍 | 39   | 68   | 13   | 0      | 2    | 18   | 8    | 9    | 17     | 14     | 0      | 0.191  | 0.286  | 0.206  | 0.492        |
| 2023 | 味全龍 | 67   | 131  | 24   | 0      | 4    | 12   | 6    | 6    | 11     | 29     | 4      | 0.211  | 0.217  | 0.221  | 0.438        |
| 2024 | 味全龍 | 1    | 2    | 0    | 0      | 0    | 0    | 0    | 0    | 0      | 0      | 0      | 0.000  | 0.000  | 0.000  | 0.000        |
| 合計 | 4年    | 129  | 275  | 49   | 0      | 8    | 34   | 66   | 19   | 46     | 59     | 5      | 0.178  | 0.232  | 0.215  | 0.477        |

## 註解
1. ↑  當年味全龍重新加盟中華職棒，於前四輪有兩次指名權。

## 外部連結
- 曾傳昇在台灣棒球維基館上的頁面（繁體中文）
- 曾傳昇在中華職棒官網
- 曾傳昇在Baseball-Reference.com（小聯盟以及海外聯盟）（英语）